# Kostel svatého Tomáše z Villanovy (Miagao)
Kostel svatého Tomáše z Villanovy je římskokatolický farní kostel ve městě Miagao, ležícím na jihozápadním pobřeží Indického oceánu ve Visajských ostrovech na ostrově Panaj, v metropolitní oblasti a provincii Iloilo na Filipínách. Je zasvěcen španělskému světci Tomáši z Villanovy (1486–1555), arcibiskupovi Valencie a patronovi chudých; byl ctěn již za vlády španělského krále Karla V., který určoval také patrony misií ve východní Indii.
Jde o pozoruhodnou architektonickou památku španělského koloniálního baroka s regionálními prvky filipínských tvůrců. Kostel byl 11. prosince 1993 spolu s kostelem svatého Agustina v Manile prohlášen za světové dědictví UNESCO. Do téhož souboru čtyř kostelů patří již dříve zapsané kostely Zvěstování Panny Marie v obci Santa Maria (Ilocos Sur) a svatého Augustina v Panay (Ilocos Norte).

## Historie
Miagao ani okolní sídla neměla až do roku 1580 vlastní křesťanský chrám, první španělská misie augustiniánů toho roku dorazila do Panaje, Otonu a Tigbauanu, následně roku 1592 do San Joaquinu a roku 1703 do Guimbalu. V roce 1731 španělští augustiniáni v Miagau ustavili samostatnou farnost svatého Tomáše z Villanovy a při pobřeží postavili jednoduchý kostel s konventem kláštera, nazvaný Ubos. Pater Fernando Camporredondo zde sloužil jako první farář od roku 1734.
V letech 1741–1754 však město trpělo častými námořními invazemi místních Morů, proto bylo přestěhováno na bezpečnější místo do vnitrozemí ostrova. V letech 1787–1797 místní řemeslníci postavili nový kostel, a to podle instrukcí a pod dohledem faráře Francisca Gonzalese a španělského gubernátora Dominga Libona.
K vážnému poškození kostela došlo během španělské revoluce v roce 1898, proto musel být přestavěn, stejně jako po požáru v roce 1910, po druhé světové válce zasáhlo kostel také zemětřesení v roce 1948. Současný kostel je třetí stavbou na témže místě od svého založení v roce 1731.
V letech 1960–1962 byl kostel restaurován. Roku 1973 byl prezidentským dekretem č. 260 prohlášen za národní svatyni.

## Architektura
Kostel stojí na nejvyšším místě města a má výrazný pevnostní charakter, v základech jsou stěny silné až 1,5 metru, jak předpisoval královský výnos č. 111 pro Indii z roku 1573. Po stranách vstupního průčelí jsou dvě opevněné věže, nestejné výšky a šířky, které v případě ohrožení sloužily farníkům jako azyl před útočníky Tacas. Styl architektury se někdy nazývá pevnostním barokem. Jako základní stavební materiál byl použit místní pískovec sytě žlutého zbarvení, doplněný prvky z vápence a korálu. Převládajícím architektonickým stylem je baroko. Stěna průčelí je barokně zvlněná. Po stranách portálu hlavního vchodu jsou prolomeny dvě niky, v levé z nich je socha stojícího korunovaného císaře, údajně svatého Jindřicha s mečem, jehož identifikace byla navržena podle erbu, vytesaného nad jeho hlavou. Volba tohoto světce pro ikonografii chrámu a na tomto místě není jasná. Pochopitelná je socha papeže Pia VI. v pravé nice: za jeho pontifikátu byl tento druhý kostel vysvěcen a jeho papežský znak je nad nikou vytesán.
Nad vchodem je ve výklenku ve tvaru kartuše vsazena socha patrona chrámu, svatého Tomáše z Villanovy v pontifikálním oděvu a v pozici almužníka: s měšcem v pravici, jak obdarovává dva prosebníky. Unikátem výzdoby chrámu je spojení španělských barokních vzorů s tvůrčími nápady domorodých řemeslníků. Ústřední socha svatého Kryštofa na balustrádě průčelí má oděv s vyhrnutými kalhotami jako filipínský farmář, drží kmen bujné kokosové palmy a je obklopen dalšími palmami plnými kokosů.
V plastickém členění a výzdobě fasády se mísí klasické architektonické motivy (římsaYřímsy, kladí, metopy, hlavice sloupů) s ornamenty ze střapců, úponků a kořenů ve spojení s plody ananasu, papáje, guáva a kokosových ořechů.

## Interiér
Barokní architektura hlavního oltáře je trojosá, uprostřed visí krucifix, který měl být při poslední opravě pozlacen ryzím zlatem. Nad ním je v nástavci tabernáklu vsazena soška pelikána, krmícího mláďata vlastní krví - symbol Kristovy oběti. Po stranách jsou sochy stojícího svatého Josefa s Ježíškem a svatého Tomáše z Villanovy s obdarovaným poutníkem. Postranní oltáře mají sochy Ježíšova srdce a Mariina srdce, údajně z roku 1780.
Před kostelem stojí trojice spojených sloupů, převázaná provazem (symbol jednoty Nejsvětější Trojice), na jejich hlavici z oblaku vystupuje socha korunovaného Krista krále.

## Galerie

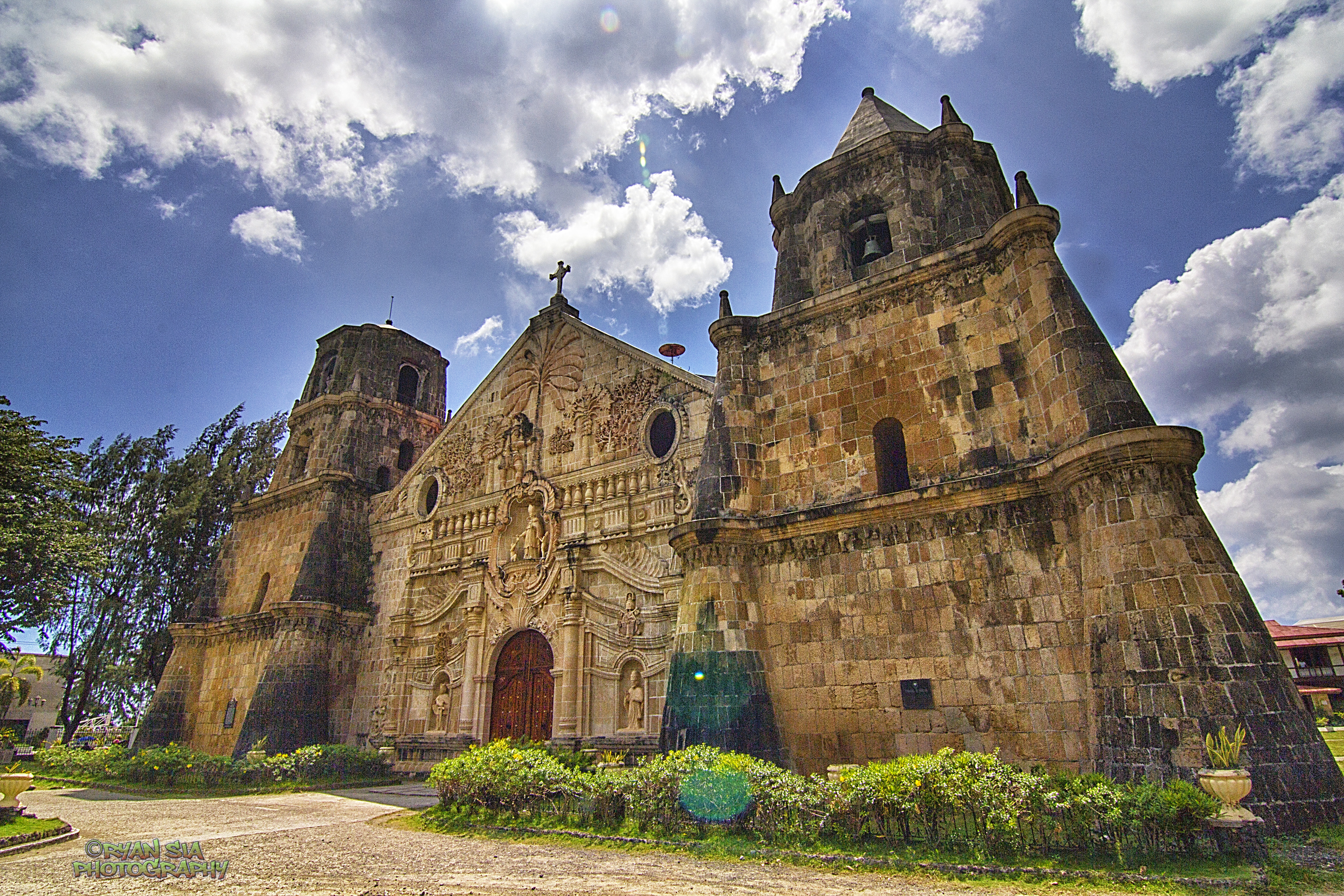
Západní průčelí
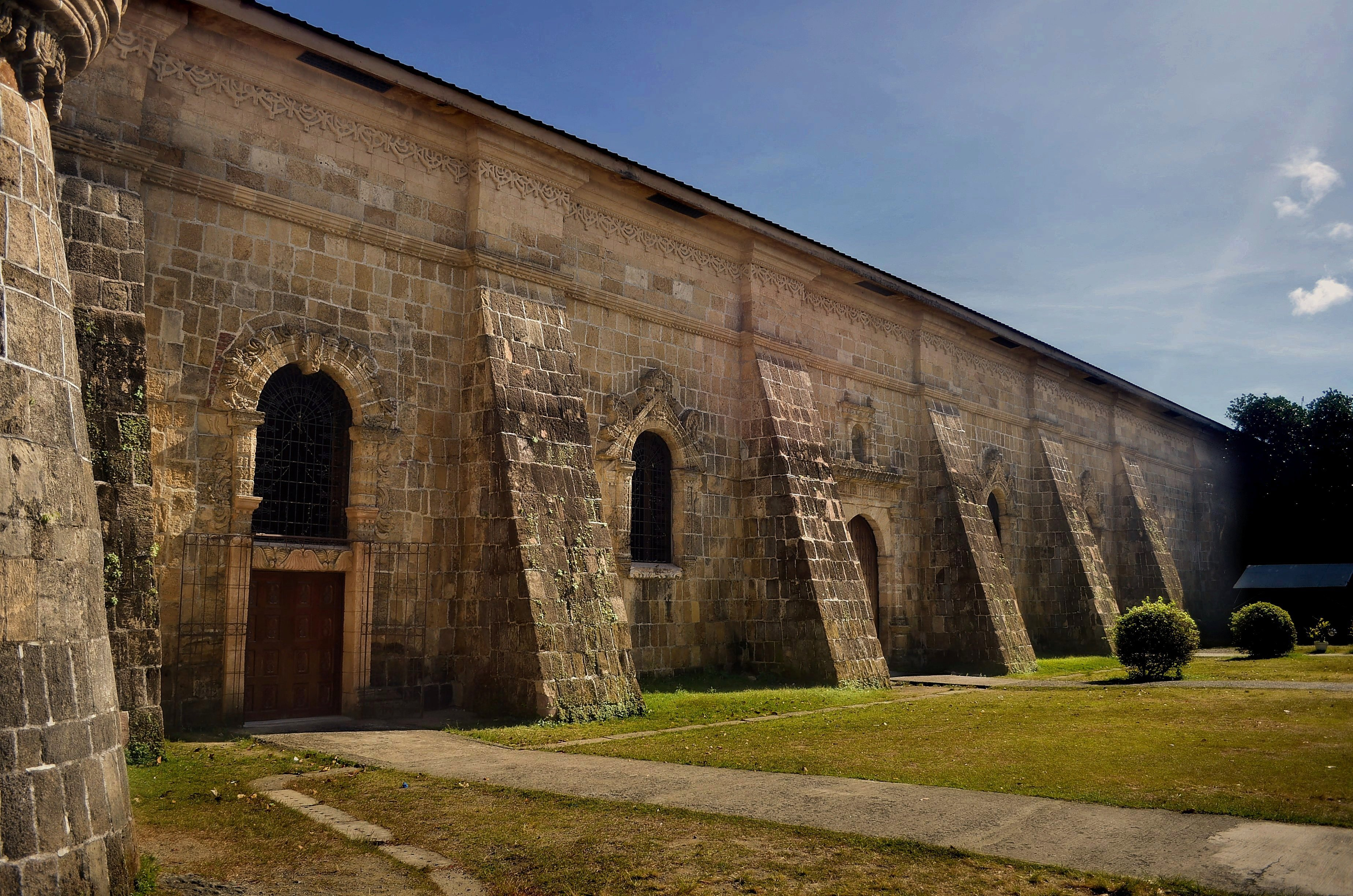
Jižní opěrná zeď
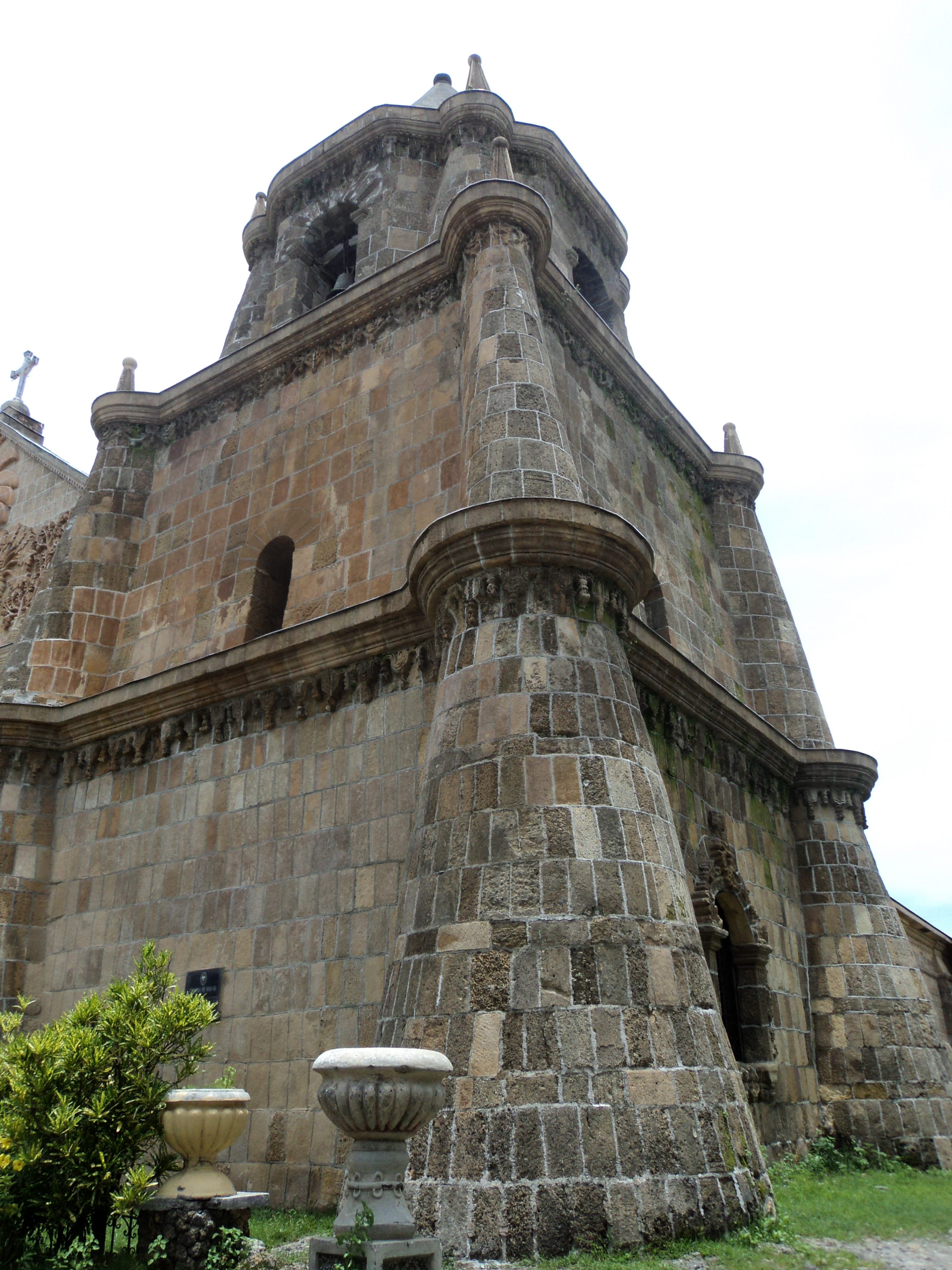
Levá (jižní) věž
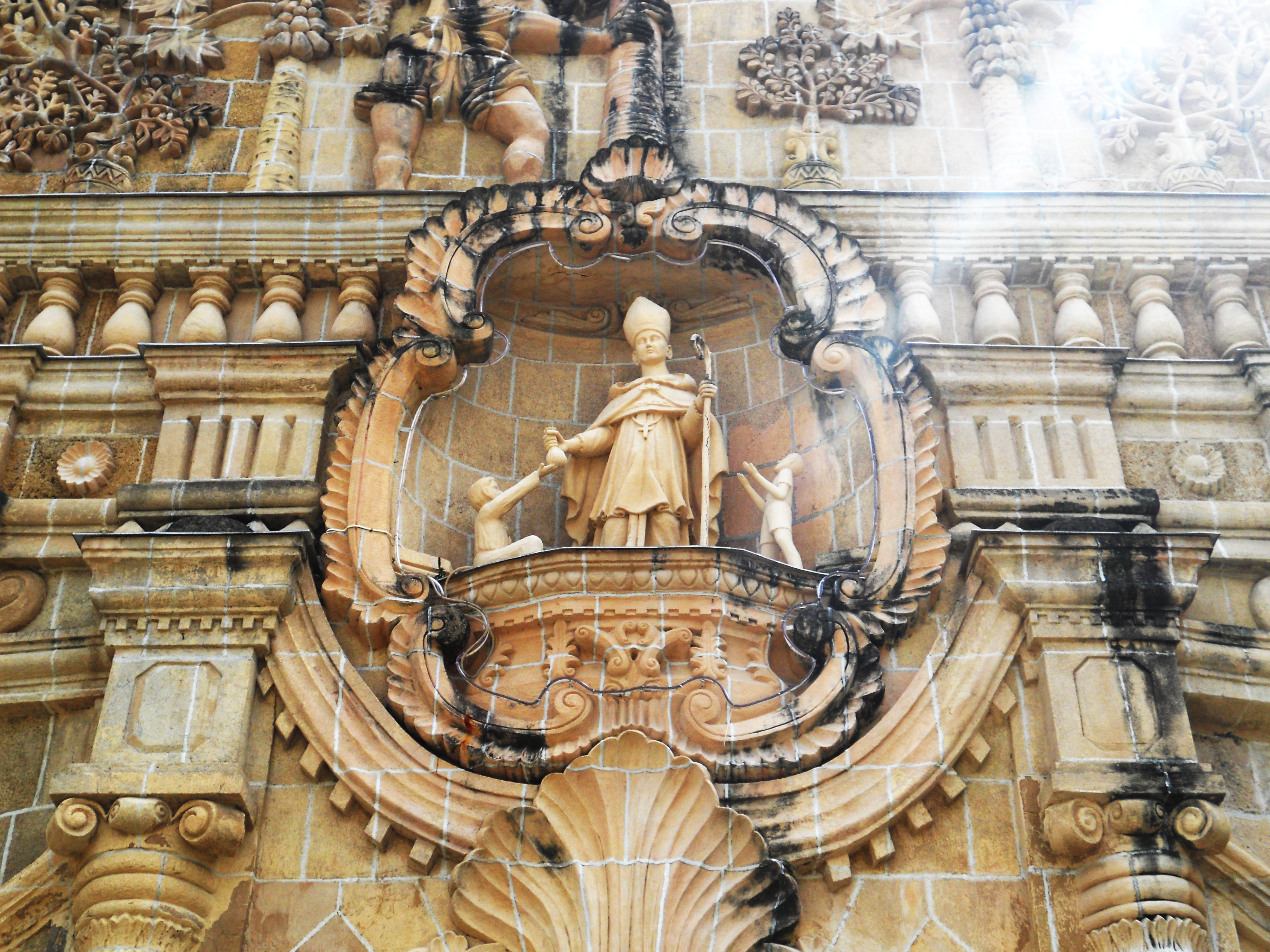
Socha sv. Tomáše almužníka
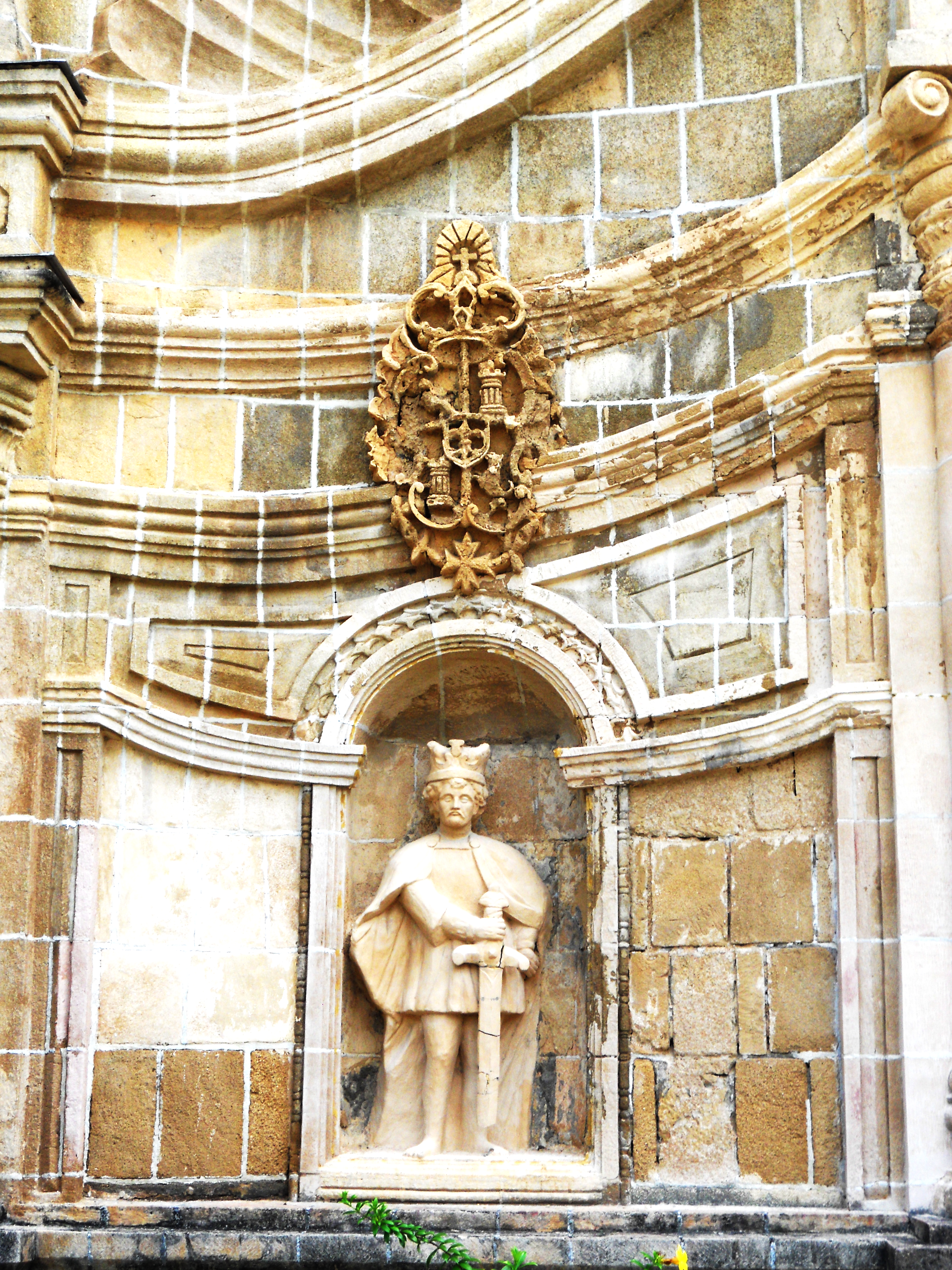
Socha císaře sv. Jindřicha (?)
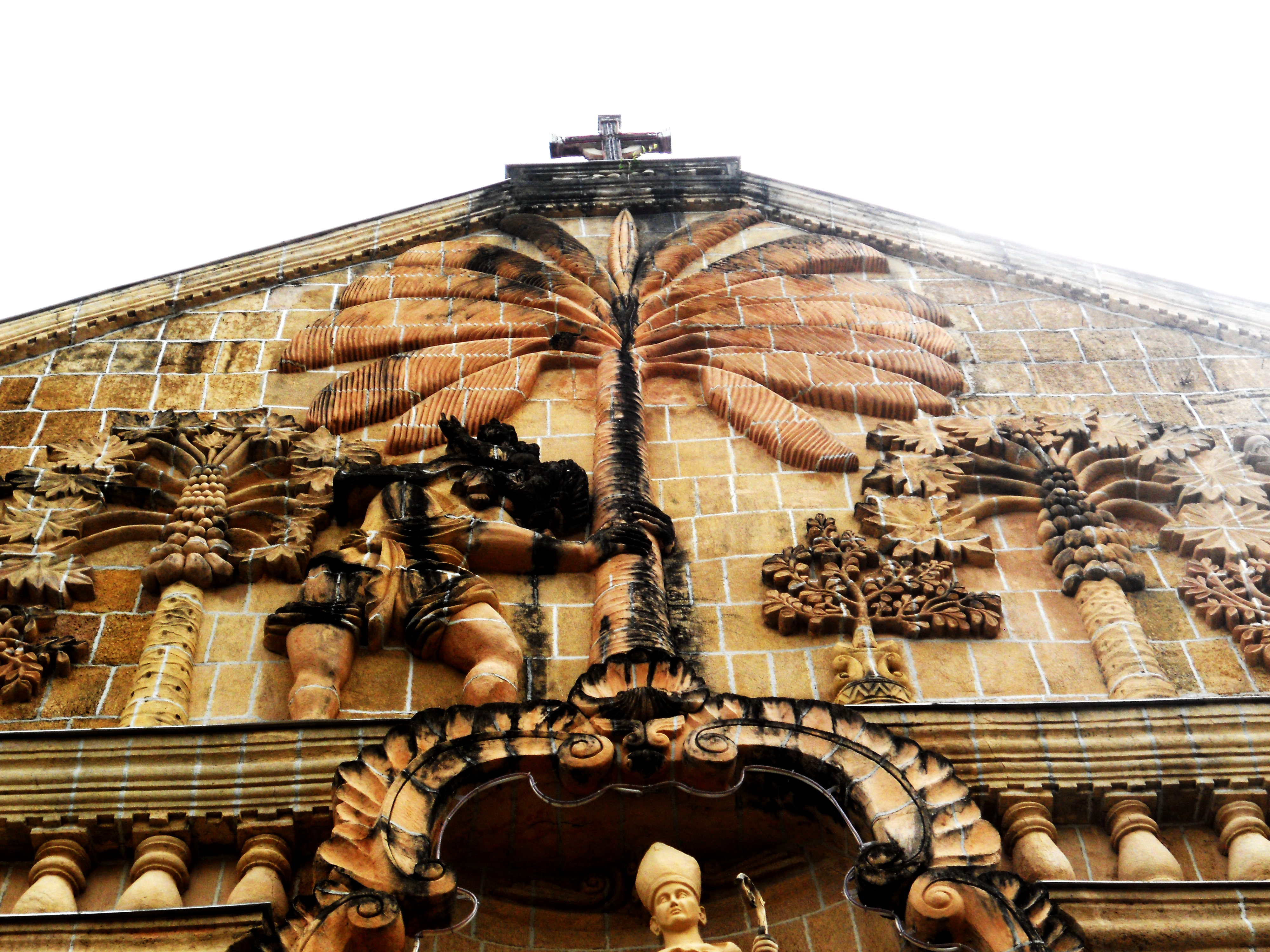
Sv. Kryštof nesoucí Ježíška
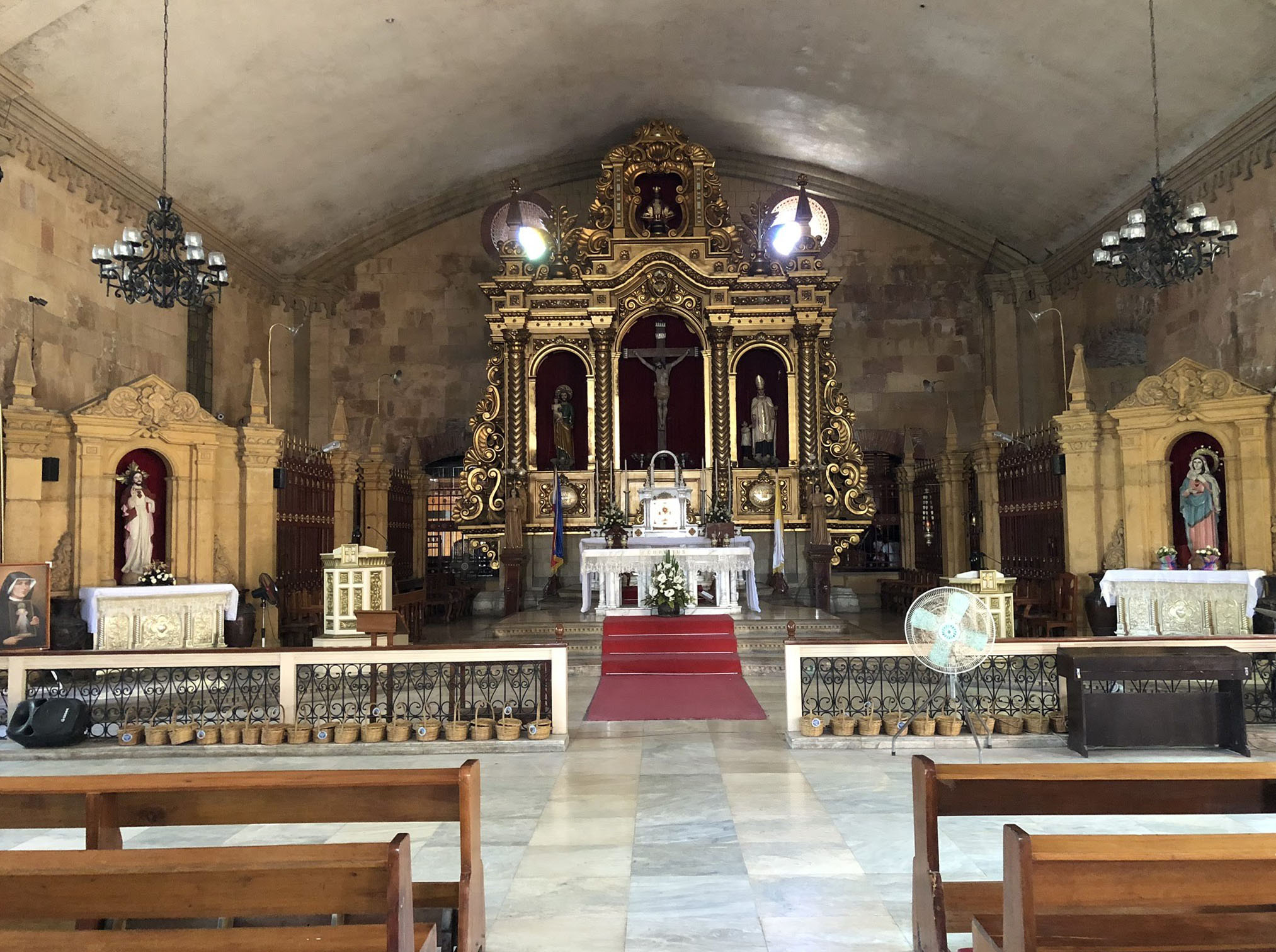
Interiér